# Issoria tessellata
Issoria tessellata is een vlinder uit de familie van de Nymphalidae. De wetenschappelijke naam van de soort is voor het eerst geldig gepubliceerd in 1914 door Rosenberg & Talbot.